# Mary McCormack

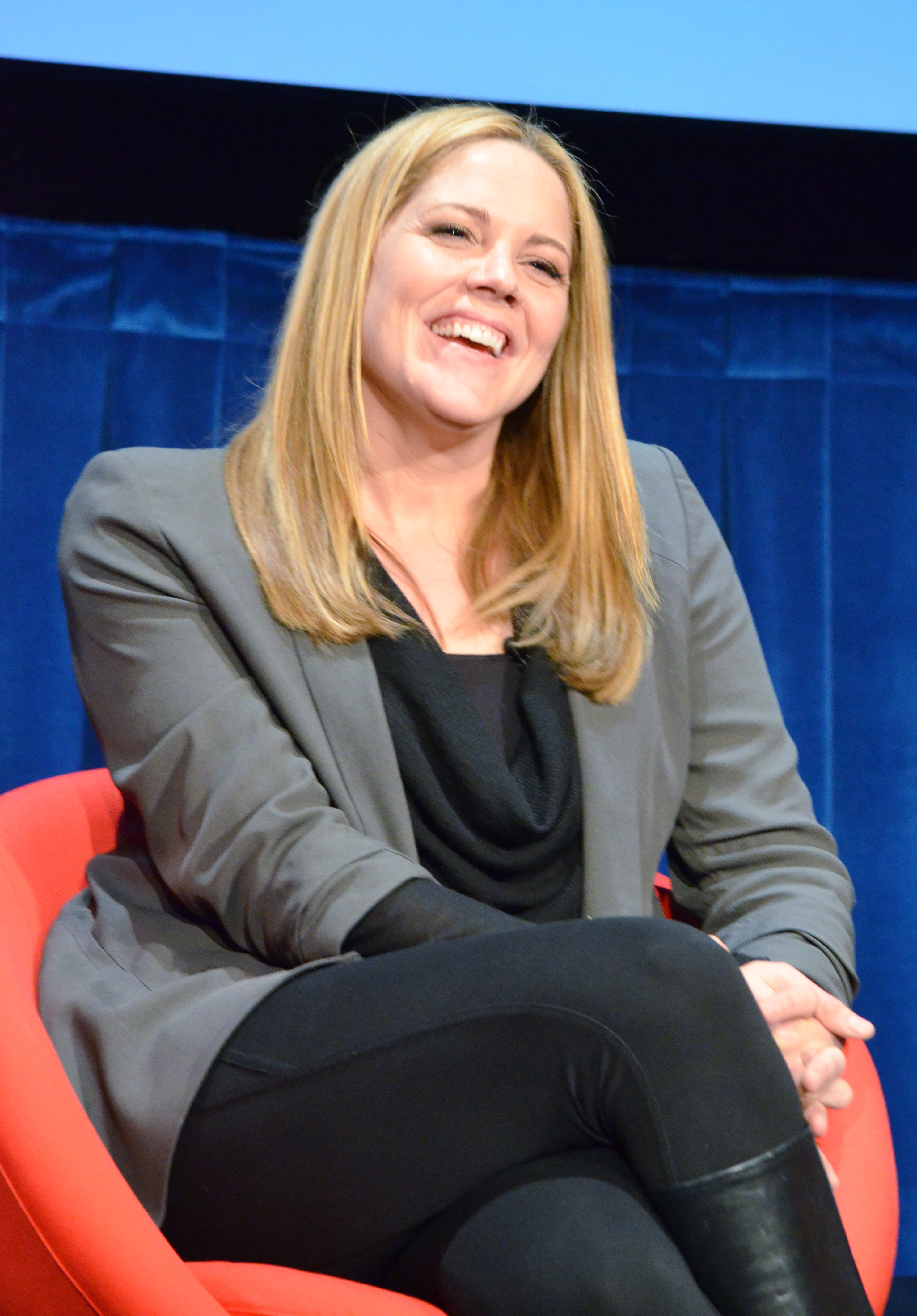
Mary McCormack (2012)

Mary Catherine McCormack (* 8. Februar 1969 in Plainfield, New Jersey) ist eine US-amerikanische Schauspielerin.

## Leben und Leistungen
McCormack absolvierte 1987 die Wardlaw-Hartridge School in Edison, New Jersey. Anschließend studierte sie Anglistik und Malerei am Trinity College in Hartford, Connecticut. Sie trat bereits als zwölfjähriges Kind in der Oper Amahl and the Night Visitors auf. 1994 war sie in einer Folge der Fernsehserie Law & Order zu sehen. Von 1995 bis 1997 spielte sie in der Fernsehserie Murder One – Der Fall Jessica.

## Schauspielerische Karriere
McCormack spielte in der Komödie Verbrechen verführt (2001) die Rolle von Frances, der Freundin und Komplizin von Shannon (Minnie Driver). Im Science-Fiction-Drama K-PAX (2001) übernahm sie eine der größeren Rollen an der Seite von Kevin Spacey und Jeff Bridges. Für die Verkörperung der Kate Harper in der Fernsehserie The West Wing – Im Zentrum der Macht wurde sie 2005 und 2006 als Mitglied des Schauspielerensembles für den Screen Actors Guild Award nominiert. Von 2008 bis 2012 spielte McCormack die Hauptrolle der Mary Shannon in der Dramaserie In Plain Sight – In der Schusslinie des US-amerikanischen Kabelsenders USA Network. Sie hatte außerdem einen Gastauftritt als Mary Shannon in Criminal Intent – Verbrechen im Visier.

## Persönliches
McCormack ist seit 2003 mit Michael Morris verheiratet und hat drei Töchter.

## Filmografie (Auswahl)
- 1994: Das Wunder von Manhattan (Miracle on 34th Street)
- 1995: Backfire – Die total verrückte Feuerwehr (Backfire!)
- 1995–1997: Murder One (Fernsehserie, 41 Folgen)
- 1997: Private Parts
- 1998: Deep Impact
- 1999: Der große Mackenzie (The Big Tease)
- 1999: Mystery – New York: Ein Spiel um die Ehre (Mystery, Alaska)
- 1999: Ein wahres Verbrechen (True Crime)
- 2000: Madison
- 2000: Ein Herz und eine Kanone (Gun Shy)
- 2001: Verbrechen verführt (High Heels and Low Lifes)
- 2001: K-PAX – Alles ist möglich (K-PAX)
- 2002: Voll Frontal (Full Frontal)
- 2003: Dickie Roberts: Kinderstar (Dickie Roberts: Former Child Star)
- 2003–2006: Emergency Room – Die Notaufnahme (ER, Fernsehserie, 6 Folgen)
- 2004–2006: The West Wing – Im Zentrum der Macht (The West Wing, Fernsehserie, 48 Folgen)
- 2006: Right At Your Door
- 2007: Zimmer 1408 (1408)
- 2008: Criminal Intent – Verbrechen im Visier (Criminal Intent, Fernsehserie, Folge 7x12)
- 2008–2012: In Plain Sight – In der Schusslinie (In Plain Sight, Fernsehserie, 61 Folgen)
- 2013: Welcome to the Family (Fernsehserie, 12 Folgen)
- 2013: Escape from Polygamy
- 2015: House of Lies (Fernsehserie, 7 Folgen)
- 2016: A Country Called Home
- 2016: An American Girl Story – Maryellen 1955: Extraordinary Christmas
- 2016–2017: Angie Tribeca - Sonst nichts! (Angie Tribeca, Fernsehserie, 3 Folgen)
- 2017: Jekyll Island
- 2017: Drone
- 2017: When We Rise (Fernsehserie, 2 Folgen)
- 2017: Loaded (Fernsehserie, 8 Folgen)
- 2018: For The People (Fernsehserie, Folge 1x04)
- 2018: Nobodies (Fernsehserie, 2 Folgen)
- 2018–2019: Will & Grace (Fernsehserie, 2 Folgen)
- 2018: Falling Water (Fernsehserie, 8 Folgen)
- 2018–2019: The Kids Are Alright (Fernsehserie, 23 Folgen)
- 2019: Into the Dark (Fernsehserie, Folge 1x06)
- 2020: Unpregnant
- seit 2021: Heels (Fernsehserie)
- 2023: The L Word: Generation Q (Fernsehserie, Folge 3x08)
- 2025: Vicious